# Guillermo Francella
Guillermo Héctor Francella (* 14. února 1955 Beccar, Buenos Aires, Argentina) je argentinský herec a komik.
V roce 1973 se mihl ve snímku Los caballeros de la cama redonda, hereckou kariéru ale odstartoval až v 80. letech 20. století. V první polovině dekády se objevoval v různých televizních seriálech a roku 1985 debutoval ve filmové komedii El telo y la tele. V následujících sedmi letech stihl točit i několik filmů ročně a stal se populárním komediálním hercem. Známá je například tetralogie Los extermineitors (1989–1992) tvořená čtyřmi komediálně-akčními filmy. Od roku 1992 se věnoval televizním produkcím, například uspěl v roce 1997 v ústřední roli v komediální telenovele Naranja y media. O rok později se vrátil na filmová plátna a zahrál si hlavní roli ve filmu Argentinka v New Yorku. Od té doby působil souběžně ve filmu i televizi. V letech 2001–2002 uváděl komediální skečový pořad Poné a Francella, v němž také ztvárnil množství rolí, v letech 2005 a 2006 hrál ústřední postavu v seriálu Casados con hijos, argentinské verzi amerického sitcomu Ženatý se závazky. I když z televize poté zcela neodešel, v dalších letech se věnuje především filmové kariéře. V roce 2009 ztvárnil jednu z hlavních rolí v Oscarem oceněném snímku Tajemství jejich očí, dále hrál například ve filmech Corazón de León (2013) či Klan (2015).
Jeho děti, syn Nicolás a dcera Johanna, se také věnují herectví.